# Dismorphia boliviana
Dismorphia boliviana is een vlindersoort uit de familie van de Pieridae (witjes), onderfamilie Dismorphiinae.
Dismorphia boliviana werd in 1955 beschreven door Forster.